# Blue Bats FC
El Blue Bats FC fue un equipo de fútbol de Uganda que jugó en la Superliga de Uganda, la primera división de fútbol del país.

## Historia
Fue fundado en el año 1976 en la ciudad de Jinya con el nombre Tobacco FC cuyo propietario era la British American Tobacco (B.A.T Ltd), nombre que utlilizaron hasta 1987 cuando la FIFA les ordenó cambiar el nombre luego de la prohibición de las empresas tabacaleras en el Fútbol, asumiendo el nombre Blue Bats FC. En 1979 el club tiene su debut en la Superliga de Uganda al terminar en el octavo lugar.
En los años 1980 tuvieron cuatro jugadores en la selección nacional: Steven Bogere, Mike Okoti, el portero David Mugerwa y el delantero Charles Letti, este último goleador en la Superliga de Uganda en la temporada 1986 con 29 goles. En esos años el club fue muy criticado por acusaciones sobre arreglo de partidos a cambio de dinero en especial en la temporada de 1987 en la que terminaron en segundo lugar luego de ganar el partido final de la temporada por 12-0, por lo que fue descendido de categoría.
En 1987 al cambiar su nombre participaron en torneos internacionales, primero en la Copa de Clubes de la CECAFA 1987 en donde no pudieron superar la fase de grupos, y en la Recopa Africana 1987 en la que fueron eliminados en la primera ronda por el Al-Merrikh SC de Sudán.
El club desaparece en 1988 luego de fusionarse con el Buikwe FC para crear al BN United.

## Participación en competiciones internacionales

### CAF
| Temporada | Torneo          | Ronda | Club          | Casa | Visita | Global |
| --------- | --------------- | ----- | ------------- | ---- | ------ | ------ |
| 1987      | Recopa Africana | 1     | Al-Merrikh SC | 0-1  | 0-2    | 0-3    |

### CECAFA
| Temporada | Torneo                      | Ronda          | Club            | Resultado |
| --------- | --------------------------- | -------------- | --------------- | --------- |
| 1987      | Copa de Clubes de la CECAFA | Fase de grupos | AFC Leopards    | 1-0       |
| 1987      | Copa de Clubes de la CECAFA | Fase de grupos | Zimbabwe Saints | 0-2       |
| 1987      | Copa de Clubes de la CECAFA | Fase de grupos | Al-Merrikh SC   | 1-1       |